# Etsaut
Etsaut är en kommun i departementet Pyrénées-Atlantiques i regionen Nouvelle-Aquitaine i sydvästra Frankrike. Kommunen ligger i kantonen Accous som tillhör arrondissementet Oloron-Sainte-Marie. År 2022 hade Etsaut 63 invånare.

## Befolkningsutveckling
Antalet invånare i kommunen Etsaut
| Referens: INSEE |